# Flétrange
Flétrange (Duits: Fletringen) is een gemeente in het Franse departement Moselle (regio Grand Est) en telt 817 inwoners (2004). De plaats maakt deel uit van het arrondissement Forbach-Boulay-Moselle.

## Geografie
De oppervlakte van Flétrange bedraagt 6,1 km², de bevolkingsdichtheid is 133,9 inwoners per km².
De onderstaande kaart toont de ligging van Flétrange met de belangrijkste infrastructuur en aangrenzende gemeenten.

## Demografie
Onderstaande figuur toont het verloop van het inwonertal (bron: INSEE-tellingen).